# Baños (kanton)
Baños – kanton w prowincji Tungurahua, w Ekwadorze. Stolicą kantonu jest Baños.